# Kondratowszczyzna
Kondratowszczyzna (biał. Кандратаўшчына, Kandratauszczyna; ros. Кондратовщина, Kondratowszczina) – wieś na Białorusi, w obwodzie mińskim, w rejonie stołpeckim, w sielsowiecie Litwa, nad Sułą.
Współcześnie w skład wsi wchodzi także dawna osada Draniszczyzna.

## Historia
W XIX i w początkach XX w. położona była w Rosji, w guberni mińskiej, w powiecie mińskim, w gminie słobódzkiej.
W dwudziestoleciu międzywojennym Kondratowszczyzna i Draniszczyzna leżały w Polsce, w województwie nowogródzkim, w powiecie stołpeckim, w gminie Rubieżewicze, przy granicy ze Związkiem Sowieckim. Demografia w 1921 przedstawiała się następująco:
- Kondratowszczyzna – 65 mieszkańców, zamieszkałych w 11 budynkach, w tym 63 Polaków i 2 Białorusinów, wszyscy wyznania rzymskokatolickiego
- Draniszczyzna – 23 mieszkańców, zamieszkałych w 3 budynkach, wyłącznie Polaków wyznania rzymskokatolickiego.

Po II wojnie światowej w granicach Związku Sowieckiego. Od 1991 w niepodległej Białorusi.